# XML纸张规范
XPS是XML Paper Specification的简称，它是微软公司开发的一种文档保存与查看的规范。以前的开发代号为“Metro”。这个规范本身描述了这种格式以及分发、归档、显示以及处理XPS文档所遵循的规则。XPS所用的置标语言是WPF所用的XAML的一个子集。
人们认为XPS是Adobe公司的PDF的潜在竞争对手。但是，XPS是一个静态文档格式，其本身不包括类似于PDF所具有的动态特性。
微软公司指出高级认证的设备到2007年6月1日需要提供XPSDrv的解决方案。
XPS随着Windows Vista发布，并且已经得到了办公用打印系统厂商佳能、爱普生、惠普、理光、施乐以及Software Imaging、Informative Graphics等软件厂商的支持。

## 技术
XPS文件实际上是一个包含组成文档的各个文件的ZIP文档。这些文件包括每页的XML置标文件、嵌入的图像与字体以及数字版权管理信息。XPS文件的内容可以通过按照ZIP文件打开进行阅读：将拓展名从.xps更换为.zip，然后用一个ZIP文件查看工具打开，便可以看到其中的内容。

## 使用许可
为了推广这种格式，微软公司遵循免收专利费的授权方式发布XPS，允许用户在特定场合创建自己的读、写以及显示XPS文件的实现方法。其规范本身也遵循免收专利费的方式发布，并且允许自由分发。